# شهرستان آن
شهرستان آن (به لاتین: An County) یک county-level division در جمهوری خلق چین است که در میانیانگ واقع شده‌است.

## خصوصیات
شهرستان آن ۱٬۴۰۴ کیلومترمربع مساحت و ۵۰۰٬۰۰۰ نفر جمعیت دارد و ۵۰۹ متر بالاتر از سطح دریا واقع شده‌است.